# Jérôme Daval
Pour les articles homonymes, voir Daval.
Jérôme Daval est un céiste français de slalom. Il pratique le canoë biplace avec Michel Saïdi.
Il est médaillé d'argent en canoë biplace (C2) par équipe aux Championnats du monde 1985 à Augsbourg. Aux Championnats du monde 1987 à Bourg-Saint-Maurice et aux Championnats du monde 1989 à Savage River, il est médaillé d'or en C2 par équipe (avec Michel Saïdi). 